# Pocadicnemis
Pocadicnemis és un gènere d'aranyes araneomorfes de lasubfamília Erigoninae, dins de la família Linyphiidae . Es pot trobar a la zona holàrtica.
Fou descrit per primera vegada per Eugène Louis Simon l'any 1884.

## Llista d'espècies
Segons The World Spider Catalog 12.0:
- Pocadicnemis americana Millidge, 1976 – USA, Canadà, Groenlàndia
- Pocadicnemis carpatica (Chyzer, 1894) –  Europa central i de l'Est
- Pocadicnemis desioi Caporiacco, 1935 – Karakorum
- Pocadicnemis jacksoni Millidge, 1976 – Portugal, Espanya, França, Xina
- Pocadicnemis juncea Locket & Millidge, 1953 – Europa, Geòrgia
- Pocadicnemis occidentalis Millidge, 1976 – USA
- Pocadicnemis pumila (Blackwall, 1841) (Espècie tipus) – Amèrica del Nord, Europa, Turquia, Caucas, Rússia, Japó